# Frank A. Brown
Pour les articles homonymes, voir Brown.
Cet article possède un paronyme, voir Frank Brown.
Frank Arthur Brown, né à Boston le 21 avril 1876 et mort en 1962, est un peintre et aquarelliste américain.

## Biographie
Il se spécialise dans les scènes de rues, de marchés et dans les représentations des pays du Sud et expose, entre autres, au Salon des artistes français. 

## Œuvre
- Ponte del Cavallo, Salon des artistes français, 1928